# 吕西安·吉盖
吕西安·吉盖（法語：Lucien Guiguet，1942年9月26日—），法国男子现代五项运动员。他曾代表法国参加1968年夏季奥林匹克运动会现代五项比赛，获得男子团体铜牌和男子个人第21名。